# Divizia A 1980-1981
La Divizia A 1980-1981 è stata la 63ª edizione della massima serie del campionato di calcio rumeno, disputato tra il 2 agosto 1980 e il 21 giugno 1981 e concluso con la vittoria finale dell'Universitatea Craiova, al suo terzo titolo e secondo consecutivo.
Capocannoniere del torneo fu Marin Radu (Argeș Pitești), con 28 reti.

## Formula
Le squadre partecipanti furono 18 e disputarono un turno di andata e ritorno per un totale di trentaquattro partite.
Le ultime tre classificate retrocedettero in Divizia B.
Le qualificate alle coppe europee furono quattro: la vincente alla coppa dei Campioni 1981-1982, seconda e terza alla Coppa UEFA 1981-1982 e la vincente della coppa di Romania alla coppa delle Coppe 1981-1982.

## Classifica finale
|    | Classifica            | G  | V  | N | P  | GF | GS | Dif | Pt |
| -- | --------------------- | -- | -- | - | -- | -- | -- | --- | -- |
| 1  | Universitatea Craiova | 34 | 21 | 4 | 9  | 72 | 33 | +39 | 46 |
| 2  | Dinamo București      | 34 | 18 | 7 | 9  | 57 | 34 | +23 | 43 |
| 3  | FC Argeș Pitești      | 34 | 19 | 4 | 11 | 63 | 39 | +24 | 42 |
| 4  | Steaua București      | 34 | 15 | 8 | 11 | 50 | 45 | +5  | 38 |
| 5  | Sportul Studențesc    | 34 | 17 | 2 | 15 | 54 | 35 | +19 | 36 |
| 6  | Corvinul Hunedoara    | 34 | 16 | 3 | 15 | 72 | 48 | +24 | 35 |
| 7  | FC Olt Scornicești    | 34 | 14 | 7 | 13 | 44 | 49 | -5  | 35 |
| 8  | FCM Brașov            | 34 | 14 | 6 | 14 | 35 | 41 | -6  | 34 |
| 9  | Chimia Râmnicu-Vâlcea | 34 | 15 | 4 | 15 | 51 | 60 | -9  | 34 |
| 10 | Jiul Petroșani        | 34 | 14 | 5 | 15 | 44 | 41 | +3  | 33 |
| 11 | SC Bacău              | 34 | 14 | 5 | 15 | 46 | 51 | -5  | 33 |
| 12 | Politehnica Timișoara | 34 | 13 | 7 | 14 | 33 | 46 | -13 | 33 |
| 13 | ASA Târgu Mureș       | 34 | 14 | 4 | 16 | 50 | 56 | -6  | 32 |
| 14 | U Cluj                | 34 | 14 | 4 | 16 | 47 | 57 | -10 | 32 |
| 15 | Progresul București   | 34 | 13 | 6 | 15 | 39 | 50 | -11 | 32 |
| 16 | Politehnica Iași      | 34 | 12 | 6 | 16 | 44 | 53 | -9  | 30 |
| 17 | FC Baia Mare          | 34 | 10 | 6 | 18 | 37 | 62 | -25 | 26 |
| 18 | FCM Galați            | 34 | 7  | 4 | 23 | 34 | 72 | -38 | 18 |

### Verdetti
- Universitatea Craiova Campione di Romania 1980-81.
- Politehnica Iași, FC Baia Mare e FCM Galați retrocesse in Divizia B.

### Qualificazioni alle Coppe europee
- Coppa dei Campioni 1981-1982: Universitatea Craiova qualificato.
- Coppa UEFA 1981-1982: Dinamo București e FC Argeș Pitești qualificate.